# Critics' Choice Award al miglior attore
Il Critics' Choice Award al miglior attore (Critics' Choice Movie Award for Best Actor) è un premio cinematografico assegnato annualmente nel corso dei Critics' Choice Awards (in precedenza noti anche come Critics' Choice Movie Awards).

## Vincitori e candidati
I vincitori sono indicati in grassetto.

### Anni 1990
- 1996: Kevin Bacon - L'isola dell'ingiustizia - Alcatraz (Murder in the First)
- 1997: Geoffrey Rush - Shine (Shine)
- 1998: Jack Nicholson - Qualcosa è cambiato (As Good as It Gets)
- 1999: Ian McKellen - Demoni e dei (Gods and Monsters) e L'allievo (Apt Pupil)

### Anni 2000
- 2000: Russell Crowe - Insider - Dietro la verità (The Insider)
- 2001
  - Russell Crowe - Il gladiatore (Gladiator)
- 2002
  - Russell Crowe - A Beautiful Mind (A Beautiful Mind)
  - Sean Penn - Mi chiamo Sam (I Am Sam)
  - Will Smith - Alì (Alì)
- 2003
  - Daniel Day-Lewis - Gangs of New York (Gangs of New York)
  - Jack Nicholson - A proposito di Schmidt (About Schmidt)
  - Robin Williams - One Hour Photo (One Hour Photo)
- 2004
  - Sean Penn - Mystic River (Mystic River)
  - Russell Crowe - Master & Commander - Sfida ai confini del mare (Master and Commander: The Far Side of the World)
  - Johnny Depp - La maledizione della prima luna (Pirates of Caribbean: The Curse of the Black Pearl)
  - Ben Kingsley - La casa di sabbia e nebbia (House of Sand and Fog)
  - Bill Murray - Lost in Translation - L'amore tradotto (Lost in Translation)
- 2005
  - Jamie Foxx - Ray (Ray)
  - Javier Bardem - Mare dentro (Mar adentro)
  - Don Cheadle - Hotel Rwanda (Hotel Rwanda)
  - Johnny Depp - Neverland - Un sogno per la vita (Finding Neverland)
  - Leonardo DiCaprio - The Aviator (The Aviator)
  - Paul Giamatti - Sideways - In viaggio con Jack (Sideways)
- 2006
  - Philip Seymour Hoffman - Truman Capote - A sangue freddo (Capote)
  - Russell Crowe - Cinderella Man - Una ragione per lottare (Cinderella Man)
  - Terrence Howard - Hustle & Flow - Il colore della musica (Hustle & Flow)
  - Heath Ledger - I segreti di Brokeback Mountain (Brokeback Mountain)
  - Joaquin Phoenix - Quando l'amore brucia l'anima - Walk the Line (Walk the Line)
  - David Strathairn - Good Night, and Good Luck. (Good Night, and Good Luck.)
- 2007
  - Forest Whitaker - L'ultimo re di Scozia (The Last King of Scotland)
  - Leonardo DiCaprio - Blood Diamond - Diamanti di sangue (Blood Diamond) e The Departed - Il bene e il male (The Departed)
  - Ryan Gosling - Half Nelson (Half Nelson)
  - Peter O'Toole - Venus (Venus)
  - Will Smith - La ricerca della felicità (The Pursuit of Happyness)
- 2008
  - Daniel Day-Lewis - Il petroliere (There Will Be Blood)
  - George Clooney - Michael Clayton (Michael Clayton)
  - Johnny Depp - Sweeney Todd - Il diabolico barbiere di Fleet Street (Sweeney Todd: The Demon Barber of Fleet Street)
  - Ryan Gosling - Lars e una ragazza tutta sua (Lars and the Real Girl)
  - Emile Hirsch - Into the Wild - Nelle terre selvagge (Into the Wild)
  - Viggo Mortensen - La promessa dell'assassino (Eastern Promises)
- 2009
  - Sean Penn - Milk (Milk)
  - Clint Eastwood - Gran Torino (Gran Torino)
  - Richard Jenkins - L'ospite inatteso (The Visitor)
  - Frank Langella - Frost/Nixon - Il duello (Frost/Nixon)
  - Brad Pitt - Il curioso caso di Benjamin Button (The Curious Case of Benjamin Button)
  - Mickey Rourke - The Wrestler (The Wrestler)

### Anni 2010
- 2010
  - Jeff Bridges – Crazy Heart
  - George Clooney – Tra le nuvole (Up in the Air)
  - Colin Firth – A Single Man
  - Morgan Freeman – Invictus - L'invincibile (Invictus)
  - Viggo Mortensen – The Road
  - Jeremy Renner – The Hurt Locker

- 2011
  - Colin Firth – Il discorso del re (The King's Speech)
  - Jeff Bridges – Il Grinta (True Grit)
  - Robert Duvall – The Funeral Party
  - Jesse Eisenberg – The Social Network
  - James Franco – 127 ore (127 hours)
  - Ryan Gosling – Blue Valentine
- 2012
  - George Clooney – Paradiso amaro (The Descendants)
  - Leonardo DiCaprio – J. Edgar
  - Jean Dujardin – The Artist
  - Michael Fassbender – Shame
  - Ryan Gosling – Drive
  - Brad Pitt – L'arte di vincere (Moneyball)
- 2013
  - Daniel Day-Lewis – Lincoln
  - Bradley Cooper – Il lato positivo - Silver Linings Playbook (Silver Linings Playbook)
  - John Hawkes – The Sessions - Gli incontri (The Sessions)
  - Hugh Jackman – Les Misérables
  - Joaquin Phoenix – The Master
  - Denzel Washington – Flight
- 2014
  - Matthew McConaughey – Dallas Buyers Club
  - Christian Bale – American Hustle - L'apparenza inganna (American Hustle)
  - Bruce Dern – Nebraska
  - Chiwetel Ejiofor – 12 anni schiavo (12 Years a Slave)
  - Tom Hanks – Captain Phillips - Attacco in mare aperto (Captain Phillips)
  - Robert Redford – All Is Lost - Tutto è perduto (All Is Lost)
- 2015
  - Michael Keaton – Birdman
  - Benedict Cumberbatch – The Imitation Game
  - Ralph Fiennes – Grand Budapest Hotel (The Grand Budapest Hotel)
  - Jake Gyllenhaal – Lo sciacallo - Nightcrawler (Nightcrawler)
  - David Oyelowo – Selma - La strada per la libertà (Selma)
  - Eddie Redmayne – La teoria del tutto (The Theory of Everything)
- 2016 (Gennaio)
  - Leonardo DiCaprio - Revenant - Redivivo (The Revenant)
  - Bryan Cranston - L'ultima parola - La vera storia di Dalton Trumbo (Trumbo)
  - Matt Damon - Sopravvissuto - The Martian (The Martian)
  - Johnny Depp - Black Mass - L'ultimo gangster (Black Mass)
  - Michael Fassbender - Steve Jobs
  - Eddie Redmayne - The Danish Girl
- 2017 (Dicembre)
  - Casey Affleck - Manchester by the Sea
  - Joel Edgerton - Loving - L'amore deve nascere libero
  - Andrew Garfield - La battaglia di Hacksaw Ridge (Hacksaw Ridge)
  - Ryan Gosling - La La Land
  - Tom Hanks - Sully
  - Denzel Washington - Barriere (Fences)
- 2018
  - Gary Oldman – L'ora più buia (Darkest Hour)
  - Timothée Chalamet – Chiamami col tuo nome (Call Me by Your Name)
  - Daniel Day-Lewis – Il filo nascosto (Phantom Thread)
  - James Franco – The Disaster Artist
  - Jake Gyllenhaal – Stronger - Io sono più forte (Stronger)
  - Tom Hanks – The Post
  - Daniel Kaluuya – Scappa - Get Out (Get Out)
- 2019
  - Christian Bale - Vice - L'uomo nell'ombra (Vice)
  - Bradley Cooper - A Star Is Born
  - Willem Dafoe - Van Gogh - Sulla soglia dell'eternità (At Eternity's Gate)
  - Ryan Gosling - First Man - Il primo uomo (First Man)
  - Ethan Hawke - First Reformed - La creazione a rischio (First Reformed)
  - Rami Malek - Bohemian Rhapsody
  - Viggo Mortensen - Green Book

### Anni 2020
- 2020
  - Joaquin Phoenix – Joker
  - Antonio Banderas – Dolor y gloria
  - Robert De Niro – The Irishman
  - Leonardo DiCaprio – C'era una volta a... Hollywood (Once Upon a Time... in Hollywood)
  - Adam Driver – Storia di un matrimonio (Marriage Story)
  - Eddie Murphy – Dolemite Is My Name
  - Adam Sandler – Diamanti grezzi (Uncut Gems)
- 2021
  - Chadwick Boseman – Ma Rainey's Black Bottom
  - Ben Affleck – Tornare a vincere
  - Riz Ahmed – Sound of Metal
  - Tom Hanks – Notizie dal mondo (News of the world)
  - Anthony Hopkins – The Father - Nulla è come sembra
  - Delroy Lindo – Da 5 Bloods - Come fratelli
  - Gary Oldman – Mank
  - Steven Youn – Minari
- 2022
  - Will Smith – Una famiglia vincente - King Richard (King Richard)
  - Nicolas Cage – Pig - Il piano di Rob (Pig)
  - Benedict Cumberbatch – Il potere del cane
  - Peter Dinklage – Cyrano
  - Andrew Garfield – Tick, Tick... BOOM!
  - Denzel Washington – Macbeth
- 2023
  - Brendan Fraser – The Whale
  - Austin Butler – Elvis
  - Tom Cruise – Top Gun: Maverick
  - Colin Farrell – Gli spiriti dell'isola (The Banshees of Inisherin)
  - Paul Mescal – Aftersun
  - Bill Nighy – Living
- 2024
  - Paul Giamatti – The Holdovers - Lezioni di vita (The Holdovers)
  - Bradley Cooper – Maestro
  - Leonardo DiCaprio – Killers of the Flower Moon
  - Colman Domingo – Rustin
  - Cillian Murphy – Oppenheimer
  - Jeffrey Wright – American Fiction

- 2025[1][2]
  - Adrien Brody – The Brutalist
  - Timothée Chalamet – A Complete Unknown
  - Daniel Craig – Queer
  - Colman Domingo – Sing Sing
  - Ralph Fiennes – Conclave
  - Hugh Grant – Heretic

## Statistiche e record
L'attore che ha ricevuto il maggior numero di vittorie in questa categoria è stato Russell Crowe (3), seguito da Jack Nicholson (2), Daniel Day-Lewis (2) e Sean Penn (2).

### Confronto con gli Oscar
È successo negli anni che l'attore vincitore del Critics' Choice Award vincesse poi anche il Premio Oscar. È stato il caso del: 1997, 1998, 2001, 2004, 2005, 2006, 2007, 2008, 2009, 2010, 2011, 2013, 2014, 2016, 2017, 2018, 2020, 2022, 2023).